# Picot blanc
El picot blanc (Melanerpes candidus) és una espècie d'ocell de la família Picidae que és endèmica d'Amèrica del Sud.

## Taxonomia
Aquesta espècie ha estat inclosa al monotípic gènere Leuconerpes (Swainson, 1838) però avui ho és al gènere Melanerpes, seguint Dickinson 2003

## Hàbitat i distribució
Habita als pasturatges preferiblement amb palmars de Surinam, Brasil, Bolívia, el Paraguai, Uruguai i l'Argentina. El seu plomatge és blanc en les parts inferiors del cos. Negre en la part superior: esquena, ales, cua.

## Descripció
Presenta taques grogues perioculars (al voltant de l'ull), en el clatell i en el ventre. La femella es diferencia del mascle perquè no té la taca groga del clatell. Té uns 24 cm de longitud total.

## Comportament
Es mou en grups, vola en àrees obertes, més aviat alt. Caça en l'aire i és frugívor. S'alimenta d'abelles irapuá (Melipona ruficrus). Té un cant inconfusible: trrrr.